# Atherigona maculigera
Atherigona maculigera este o specie de muște din genul Atherigona, familia Muscidae, descrisă de Stein în anul 1910. Conform Catalogue of Life specia Atherigona maculigera nu are subspecii cunoscute.